# Cantó de Sainte-Suzanne (Mayenne)
El cantó de Sainte-Suzanne és un cantó francès del departament del Mayenne, situat al districte de Laval. Té 9 municipis i el cap és Sainte-Suzanne.

## Municipis
- Blandouet
- Chammes
- Sainte-Suzanne
- Saint-Jean-sur-Erve
- Saint-Léger
- Saint-Pierre-sur-Erve
- Thorigné-en-Charnie
- Torcé-Viviers-en-Charnie
- Vaiges

## Història
| Data d'elecció                           | Identitat     | Partit                       | Qualitat |
| ---------------------------------------- | ------------- | ---------------------------- | -------- |
| 1945-1951                                | Paul Daguier  | radical                      |          |
| 1951-1962                                | Lucien Simon  | Divers droite                |          |
| 1962-1982                                | Victor Julien | UDF, després Divers droite   |          |
| 1982-1994                                | Maurice Pilon | Divers droite                |          |
| 1994-                                    | Marc Bernier  | RPR, després UMP, després RS |          |
| les dades anteriors no són pas conegudes |               |                              |          |
|                                          |               |                              |          |

## Demografia
| A partir de 1990: Població sense dobles comptes |